# Duane Swanson
Duane Swanson   (Waterman, 23 d'agost de 1913 - Cumberland Furnace, 13 de setembre de 2000) fou un jugador de bàsquet estatunidenc que va competir durant la dècada de 1930.
El 1936 va prendre part en els Jocs Olímpics de Berlín, on guanyà la medalla d'or en la competició de bàsquet. Jugà a bàsquet universitari amb la Universitat del Sud de Califòrnia.